# Копачево
Копачево (мађ. Kopács) је насељено место у саставу општине Биље, у Осјечко-барањској жупанији, Република Хрватска.

## Историја
До територијалне реорганизације у Хрватској налазило се у саставу старе општине Бели Манастир.

## Становништво
На попису становништва 2011. године, Копачево је имало 559 становника.

## Попис1991.
На попису становништва 1991. године, насељено место Копачево је имало 805 становника, следећег националног састава:
| Попис 1991.‍  | Попис 1991.‍  | Попис 1991.‍ | Попис 1991.‍ | Попис 1991.‍ |
| ------------ | ------------ | ----------- | ----------- | ----------- |
|              |              |             |             |             |
| Мађари       | Мађари       |             | 610         | 75,77%      |
| Хрвати       | Хрвати       |             | 118         | 14,65%      |
| Срби         | Срби         |             | 32          | 3,97%       |
| Југословени  | Југословени  |             | 10          | 1,24%       |
| Немци        | Немци        |             | 10          | 1,24%       |
| Румуни       | Румуни       |             | 2           | 0,24%       |
| Словенци     | Словенци     |             | 2           | 0,24%       |
| неопредељени | неопредељени |             | 14          | 1,73%       |
| регион. опр. | регион. опр. |             | 1           | 0,12%       |
| непознато    | непознато    |             | 6           | 0,74%       |
| укупно: 805  |              |             |             |             |